# 抱茎南芥
抱茎南芥（学名：Arabis amplexicaulis）为十字花科南芥属下的一个种。

## 扩展阅读
- 維基物種上的相關：抱茎南芥